# Bimorphismus
Bimorphismus ist ein Begriff aus dem mathematischen Teilgebiet der Kategorientheorie.

## Definition
Ein Morphismus einer Kategorie heißt Bimorphismus, wenn er Epimorphismus und Monomorphismus ist.

## Abgrenzung
Die lateinische Vorsilbe bi bedeutet zwei. Da ein Bimorphismus durch zwei Eigenschaften definiert wird, ist obige Definition damit naheliegend. Manche Autoren bezeichnen aber auch spezielle Abbildungen, die auf einem Produkt  zweier Objekte definiert sind, als Bimorphismen, da diese Abbildungen in zwei Variablen verallgemeinern. Das hat mit dem hier behandelten Begriff nichts zu tun.

## Bemerkungen
- Dieser Begriff hängt, genau wie der des Epi- und Monomorphismus, von der umgebenden Kategorie ab. Bei Verkleinerung oder Vergrößerung der Kategorie kann diese Eigenschaft verloren gehen. Siehe dazu die unten gegebenen Beispiele.
- Der Begriff ist selbstdual, das heißt ist ein Morphismus in einer Kategorie Bimorphismus, so ist derselbe Morphismus, aufgefasst als Morphismus in der dualen Kategorie, ebenfalls Bimorphismus. Das ist klar, da die Begriffe Epi- zu Monomorphismus zueinander dual sind.
- Kompositionen von Bimorphismen sind offenbar wieder Bimorphismen, da die Eigenschaften Epi- und Monomorphismus bei Kompositionen erhalten bleiben.

## Vergleich mit Isomorphismen
Offenbar bestehen folgende Beziehungen zu Retraktionen und Schnitten und extremen Epi- und Monomorphismen:
{\displaystyle {\begin{array}{ccccccc}{\text{Isomorphismus}}&\Rightarrow &{\text{Retraktion}}&\Rightarrow &{\text{extremer Epimorphismus}}&\Rightarrow &{\text{Epimorphismus}}\\{\text{Isomorphismus}}&\Rightarrow &{\text{Schnitt}}&\Rightarrow &{\text{extremer Monomorphismus}}&\Rightarrow &{\text{Monomorphismus}}\end{array}}}
Dass umgekehrt ein Bimorphismus nicht unbedingt ein Isomorphismus ist, begründet den hier besprochenen Begriff des Bimorphismus, siehe Beispiele unten. Welche Umkehrungen hier gelten, zeigt folgender Satz.
Für einen Bimophismus {\displaystyle f} sind folgende Aussagen äquivalent:
- {\displaystyle f} ist ein Isomorphismus
- {\displaystyle f} ist ein Epimorphismus und extremer Monomorphismus
- {\displaystyle f} ist ein Monomorphismus und extremer Epimorphismus

## Beispiele
- Nach obigem ist jeder Isomorphismus ein Bimorphismus. Kategorien, in denen stets die Umkehrung gilt, heißen ausgeglichen.
- Fasst man eine quasigeordnete Menge {\displaystyle (X,\leq )} in üblicher Weise als Kategorie auf, das heißt die Objekte sind die Elemente von {\displaystyle X} und für {\displaystyle x,y\in X} ist {\displaystyle \mathrm {Hom} (x,y)} einelementig, falls {\displaystyle x\leq y}, und leer anderenfalls, dann ist in dieser Kategorie jeder Morphismus ein Bimorphismus.[7]
- In der Kategorie der  abelschen, teilbaren Gruppen und den Gruppenhomomorphismen ist die Quotientenabbildung {\displaystyle f\colon \mathbb {Q} \rightarrow \mathbb {Q} /\mathbb {Z} } ein Bimorphismus, der kein Isomorphismus ist. In der größeren Kategorie aller Gruppen ist {\displaystyle f} kein Monomorphismus.
- In der Kategorie der abelschen, torsionsfreien Gruppen ist die Inklusion {\displaystyle i\colon \mathbb {Z} \rightarrow \mathbb {Q} } ein Bimorphismus, der kein Isomorphismus ist. In der größeren Kategorie aller Gruppen ist {\displaystyle i} kein Epimorphismus.
- Ist {\displaystyle {\mathcal {C}}} eine konkrete Kategorie, das heißt die Objekte haben unterliegende Mengen (per Vergissfunktor) und die Morphismen sind Abbildungen zwischen diesen Mengen, so ist jeder Morphismus, der eine bijektive Abbildung zwischen den unterliegenden Mengen ist, ein Bimorphismus.[8]
- Seien {\displaystyle \tau _{1}} und {\displaystyle \tau _{2}} zwei Topologien auf einer Menge {\displaystyle X} mit einer echten Inklusionsbeziehung {\displaystyle \tau _{1}\varsubsetneqq \tau _{2}}. Dann ist {\displaystyle \mathrm {id} _{X}:(X,\tau _{2})\rightarrow (X,\tau _{1})} ein Bimorphismus, der kein Homöomorphismus ist, das heißt kein Isomorphismus in der Kategorie der topologischen Räume. Dies ist ein Beispiel eines Morphismus mit unterliegender bijektiver Abbildung.
- In der Kategorie aller Hausdorffräume ist jede injektive, stetige Abbildung mit dichtem Bild ein Bimorphismus. Dies zeigt, das Bimorphismen mit unterliegenden Abbildungen zwischen Mengen nicht notwendig bijektiv sein müssen.
- In der Kategorie der differenzierbaren Mannigfaltigkeiten mit den differenzierbaren Abbildungen als Morphismen ist {\displaystyle f:\mathbb {R} \rightarrow \mathbb {R} ,\,x\mapsto x^{3}} ein Bimorphismus, der kein Diffeomorphismus ist, das heißt  kein Isomorphismus in der Kategorie der  differenzierbaren Mannigfaltigkeiten.

## Ein Faktorisierungssatz
Bimorphismen sind in folgendem Faktorisierungssatz das Bindeglied in der Faktorisierung eines Morphismus in extreme Mono- und Epimorphismen.
Es sei {\displaystyle {\mathcal {C}}} eine Kategorie mit folgenden drei Eigenschaften:
- {\displaystyle {\mathcal {C}}} ist endlich vollständig.
- Zu jedem Objekt ist die Klasse der Äquivalenzklassen der Unterobjekte eine Menge.
- {\displaystyle {\mathcal {C}}} besitzt Durchschnitte.

Dann besitzt jeder Morphismus {\displaystyle f} in {\displaystyle {\mathcal {C}}} eine Faktorisierung {\displaystyle f=m\circ b\circ e}, wobei {\displaystyle e} ein extremer Epimorphismus, {\displaystyle b} ein Bimorphismus und {\displaystyle m} ein extremer Monomorphismus ist. Diese Faktorisierung ist bis auf Isomorphismen eindeutig, allgemeiner gilt: Ist
ein kommutatives Quadrat und sind {\displaystyle f=m\circ b\circ e} und {\displaystyle f'=m'\circ b'\circ e'} Faktorisierungen der oben genannten Art, so gibt es eindeutige Morphismen {\displaystyle k_{1},k_{2}}, die
zu einem kommutativen Diagramm machen.
(Wählt man  speziell {\displaystyle f=f'} und {\displaystyle g} und {\displaystyle h} als identische Morphismen, so müssen {\displaystyle k_{1}} und {\displaystyle k_{2}} Isomorphismen sein, und man erhält die Eindeutigkeit der Faktorisierung bis auf Isomorphismen.)